# Jamaram
 (janvier 2023).
Jamaram est un groupe de reggae originaire de Munich, qui mélange les genres musicaux: Dub, Ska, Musique latino, Pop et Afrobeat. Il est fondé en 2000 par le chanteur Tom Lugo, le batteur Max Alberti et le guitariste Sam Hopf. Actuellement le groupe est composé de huit membres, mais s'élargit régulièrement le temps de collaborations temporaires.

## Biographie
En décembre 2008, le groupe est parti en tournée pendant trois semaines et a donné 12 concerts en Ouganda et un concert au Kenya. 
C'est également l'année où le groupe décide de soutenir financièrement, avec l'aide de leur public, des projets humanitaires tel que le projet Rainbow House of Hope à Kampala. C'est lors de cette visite qu'ils ont réalisé le clip musical Out My Window.

## Discographie

### Albums
- 2004: Kalahassi (Soulfire Artists / Rough Trade)
- 2006: Ookuchaka! (Soulfire Artists / Rough Trade)
- 2008: Shout It from the Rooftops (GLM Music / Soulfood)
- 2009: Live (GLM Music / Soulfood)
- 2010: Jameleon (GLM Music / Soulfood)
- 2011: Jamaram in Dub (Echo Beach / Indigo)
- 2012: La Famille (Soulfire Artists / Rough Trade)
- 2014: Almost Hits (Compilation + quelques inédits) (Soulfire Artists / Rough Trade)
- 2015: Heavy Heavy (Turban-Records / Groove Attack)
- 2017: Freedom of Screech (Turban-Records)
- 2019: To the Moon and the Sun (One World Records)
- 2020: 20 Years Live (Edition Jamaram / KKBB Publishing)
- 2020: Jamaram in Dub 2020 (Turban Records / Oneness Records)
- 2023: El Peor (en collaboration avec Jah Chango) (One World Records & Turban Records)

### EPs
- 2005: Never Too Late (Soulfire Artists / Rough Trade)
- 2006: Megan + EPK-Videos (Soulfire Artists / Rough Trade)

### DVDs
- 2012: Jam the World
- 2014: Jamaram & Acoustic Night Allstars on Tour (Zugabe zur CD Almost Hits)

## Composition du groupe
- Thomas „Tom“ Lugo

- Samuel „Sam I Am“ „Samy Danger“ Hopf

- Maximilian „Murxen“ Alberti

- Benjamin „Benni“ Beblo

- Lionel Wharton

- Dominik „Nik“ Thäle

- Daniel Noske

- Giovanni Pecorini

## Anciens membres
- Franziskus „Franzis“ Wörmann

- Johannes „Peppi“ Beblo